# Nazwisko znaczące
Nazwisko znaczące – nazwisko bohatera utworu literackiego pochodzące od zwykłego słowa, mające na celu wskazywać jego najważniejszą cechę.
Przykłady zastosowań:
- Cześnik Raptusiewicz (Aleksander Fredro, Zemsta)
- Rejent Milczek (Aleksander Fredro, Zemsta)
- Gadulski (Julian Ursyn Niemcewicz, Powrót posła)

- Merkucjo (William Szekspir, Romeo i Julia)
- Raskolnikow (Fiodor Dostojewski, Zbrodnia i kara)
- Robert Scurvy (Stanisław Ignacy Witkiewicz, Szewcy)